# Богатырь (Крым)
Богаты́рь (укр. Богатир, крымскотат. Bağatır, Багъатыр) — село в Бахчисарайском районе Республики Крым, в составе Зелёновского сельского поселения (согласно административно-территориальному делению Украины — Зелёновского сельсовета Бахчисарайского района Автономной Республики Крым).

## Современное состояние
В селе 3 улицы, площадь Богатыря 21,8 гектара, на которой в 65 дворах, по данным сельсовета на 2009 год, числилось 39 жителей. Действует фельдшерско-акушерский пункт, работает магазин, восстановлена и действует старинная мечеть. Село связано автобусным сообщением с Бахчисараем.

## География
Село расположено в горах на юго-востоке района, на западном склоне массива Бойка, в верховьях реки Бельбек, высота центра села над уровнем моря — 386 м. Транспортное сообщение осуществляется по региональной автодороге 35Н-044 Зелёное — Богатырь — Плотинное (3 километра от проходящего по Бельбекской долине шоссе 35Н-063) (по украинской классификации — С-0-10206). Расстояние до Бахчисарая около 35 километров (по шоссе), ближайшая железнодорожная станция — Сирень, примерно в 30 километрах. Соседние сёла в 1 километре: Нагорное на запад и Зелёное — на севере.

## История
По материалам археологических исследований окрестностей села, время его возникновения можно отнести VIII веку, одновременно с поселениями на вершине массива Бойка. Населяли местность смешавшиеся с коренным населением потомки готов, пришедшие сюда ещё в III веке, создавшие христианское княжество Дори — Феодоро. Существует мнение, что в позднее время Богатырь входил в личный домен правителей Мангупа, объединённый вокруг соседнего села Гавро, чьё название некоторые выводят от фамилии Гаврасов — династии мангупских князей. Н. И. Репников и чертёжник Херсонесского музея Мартын Иванович Скубентов в 1916 году сообщали о развалинах древних церквей в самом селе и на его северной окраине. На юго-западной окраине современного села, за заброшенном древнем греческом кладбище, было обнаружено надгробие 1509 года. Рельефная надпись в переводе гласит «Почил раб Божий Татиций в месяце марте, 5-го числа, в 7017 году». Историки особо отмечают тюркское имя похороненного христианина.
После разгрома княжества Османами в 1475 году его земли включили в Кефинский эялет империи, а Богатырь — в Мангупский кадылык эялета. Со времени турецкого владычества дошли и первые сохранившиеся документы — результаты переписей 1520 и 1542 года. На 1520 год Бахадур, как деревню, подчинённую Инкирману, населяли 2 мусульманские семьи и 68 «немусульманских», из которых 3 «овдовевших» (потерявших мужчину-кормильца). На 1542 год Бахадур был в подчинении Балыклагу (Балаклавы) и населён одними христианами: 41 полная семья, 7 «овдовевших» и 25 взрослых холостых мужчин. По налоговым ведомостям 1634 года числилось 12 дворов немусульман, из них 2 недавно прибывшие в Бахадыр из селения Папа Никола. Также недавно выселились жители 21 двора: в Биюк-Озенбаш — 8, в Бодрак и Истиля — по 3, в Камара и Сурен — по 2, в Ай-Йорги, Керменчик и Куба — по 1 двору. Встречается селение Бахадыр кадылыка Мангуб  в 1652 году в джизйе дефтера Лива-и Кефе — налоговой ведомости по Кефинскому эялету, согласно которой в деревне оставалось всего две христианских семьи. Документальное упоминание селения встречается в «Османском реестре земельных владений Южного Крыма 1680-х годов», согласно которому в 1686 году (1097 год хиджры) Бахадыр входил в Мангупский кадылык эялета Кефе. Всего упомянуто 90 землевладельцев, из которых 44 иноверца и 1 «новый мусульманин», владевших 1066-ю дёнюмами земли. Также селению принадлежало махалле Махадыр. Также XVII веком датированы характерные записи из кадиаскерских (судебных) дел: жительница деревни, «мусульманка Фатьма, дочь Гавриила, просила, чтобы из её дома христиане вынесли крест, оставшийся после отца, и этот крест был перенесен в дом христианки Венкии, дочери Мухаммеда, жены христианина Балабана; …христианка Иниша усыновила татарского ребёнка и оставила ему все своё имущество.». После обретения ханством независимости по Кючук-Кайнарджийскому мирному договору 1774 года «повелительным актом» Шагин-Гирея 1775 года селение было включено в Крымское ханство в состав Бакчи-сарайского каймаканства Мангупскаго кадылыка, что зафиксировано и в Камеральном Описании Крыма 1784 года.
В «Ведомости о выведенных из Крыма в Приазовье христианах» А. В. Суворова от 18 сентября 1778 года, после присоединения эялета к Крымскому ханству, Багатыр не значится, но, видимо, здесь достовернее ведомость митрополита Игнатия, по которой из села выехало 63 греческих семьи, которые основали на новом месте (вместе с выходцами из села Лаки) одноимённое село. По ведомости генерал-поручика О. А. Игельстрома от 14 декабря 1783 года до вывода христиан было 63 двора и церковь Преображения Господня в коей 1 священник; по другому регистру ведомости пустовало 58 дворов. В ведомости «при бывшем Шагин Герее хане сочиненная на татарском языке о вышедших християн из разных деревень и об оставшихся их имениях в точном ведении его Шагин Герея» и переведённой 1785 году, содержится список 61 жителя-домовладельца деревни Багатырь, с подробным перечнем имущества и земельных владений. У 33 жителей числилось по 2 дома, 6 домов были разорены, почти у всех имелись кладовые и амбары, записаны во владении 4 конюшни. Тамош оглу, помимо прочего, имел домов 4, магазейн (от крымскотат. магъаз — подвал) 1 с анбаром, Стерион — 2 дома и также магазейн и амбар, Налбант Анастас владел лавкой. Из земельных владений, в основном, сады и пашни, льняные поля, много лугов (сенокосов), у некоторых жителей — участки леса. Содержится приписка, что «Сия деревня отдана пример маиору Мегметчи бею во владение в замену отданной своей земли 500 десятин при деревне Албате».
После присоединения Крыма к России 8 (19) апреля 1783 года, 8 (19) апреля 1784 года, именным указом Екатерины II сенату, на территории бывшего Крымского Ханства была образована Таврическая область и деревня была приписана к Симферопольскому уезду. Перед Русско-турецкой войной 1787—1791 годов производилось выселение крымских татар из прибрежных селений во внутренние районы полуострова, в ходе которого в Богатырь было переселено 20 человек. В конце войны, 14 августа 1791 года всем было разрешено вернуться на место прежнего жительства. После Павловских реформ, с 1796 по 1802 год, входила в Акмечетский уезд Новороссийской губернии. По новому административному делению, после создания 8 (20) октября 1802 года Таврической губернии, Богатырь отнесли к Махульдурской волости Симферопольского уезда.
По Ведомости о всех селениях в Симферопольском уезде состоящих с показанием в которой волости сколько числом дворов и душ… от 9 октября 1805 года, в деревне в 16 дворах проживали 102 жителя крымских татар. На военно-топографической карте генерал-майора Мухина 1817 года в Богатыре значится 35 дворов. После реформы волостного деления 1829 года Богатырь, согласно «Ведомости о казённых волостях Таврической губернии 1829 года», отнесли к Узенбашской волости (переименованной из Махульдурской).
Именным указом Николая I от 20 марта (1 апреля) 1838 года, 15 апреля был образован новый Ялтинский уезд, в котором была образована Богатырская волость с центром в Богатыре (при этом волостное правление официально находилось в деревне Гавро, а фактически — у пересечения уездного шоссе на Озенбаш с дорогой Бахчисарай — Ялта). На карте 1836 года в деревне 80 дворов, как и на карте 1842 года.

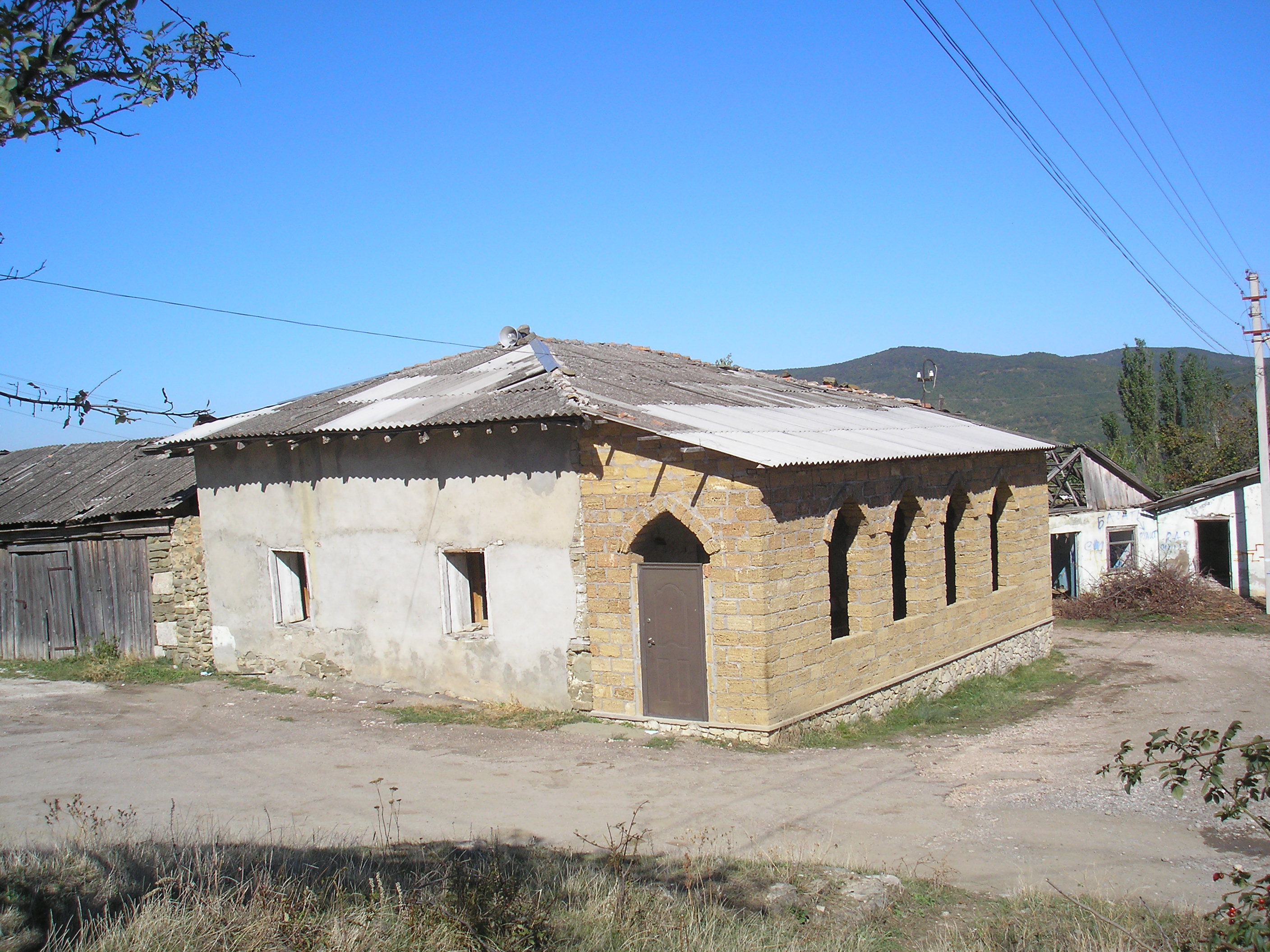
Мечеть в селе Богатырь

В 1860-х годах, после земской реформы Александра II, деревня осталась в составе преобразованной Богатырской волости. Согласно «Списку населённых мест Таврической губернии по сведениям 1864 года», составленному по результатам VIII ревизии 1864 года, Богатырь — казённая татарская деревня с 438 жителями в 62 дворах и мечетью у подошвы горы Бойка. На трёхверстовой карте 1865—1876 года в деревне обозначено 80 дворов. На 1886 год в деревне, согласно справочнику «Волости и важнѣйшія селенія Европейской Россіи», проживало 609 человек в 105 домохозяйствах, действовали мечеть, школа и 2 лавки. Результаты Х ревизии 1887 года были внесены в «Памятную книгу Таврической губернии 1889 года», по которой в Богатыре числилось 606 жителей в 118 дворах, а спустя год военные топографы насчитали 129 домов и уточнили, что все жители — крымские татары.
После земской реформы 1890-х годов деревня осталась центром Богатырской волости. Согласно «…Памятной книжке Таврической губернии на 1892 год», в деревне Богатырь, входившей в Гавринское сельское общество, было 653 жителя в 91 домохозяйстве, владевших 182 десятинами и 261 кв. саженью собственной земли. Также, совместно с другими 13 деревнями Коккозского округа, жители имели в общем владении ещё 13 000 десятин. Перепись 1897 года зафиксировала в деревне 710 жителей, также исключительно крымских татар. По «…Памятной книжке Таврической губернии на 1900 год» в деревне числилось 810 жителей в 119 дворах, владевших 182 десятинами в личном владении отдельно каждого домохозяина под фруктовым садом, сенокосами и пашнями. В 1911 году в деревне было начато строительство нового здания мектеба. По Статистическому справочнику Таврической губернии. Ч.II-я. Статистический очерк, выпуск шестой Симферопольский уезд, 1915 год, в деревне Богатырь Богатырской волости Ялтинского уезда числилось 125 дворов с татарским населением в количестве 635 человек приписных жителей и 11 — «посторонних». 100 хозяйств владели собственной землёй в размере 353 десятины и 25 дворов — безземельные. В хозяйствах имелось 80 лошадей, 50 волов, 95 коров и 1035 овец также имение Сеит Бея Булгакова, крупного землевладельца и известного мецената.
После установления в Крыму Советской власти, по постановлению Крымревкома от 8 января 1921 года была упразднена волостная система и село вошло в состав Коккозского района Ялтинского уезда (округа). Постановлением Крымского ЦИК и Совнаркома от 4 апреля 1922 года Коккозский район был выделен из Ялтинского округа и сёла переданы в состав Бахчисарайского района Симферопольского округа. 11 октября 1923 года, согласно постановлению ВЦИК, в административное деление Крымской АССР были внесены изменения, в результате которых округа (уезды) были ликвидированы, Бахчисарайский район стал самостоятельной единицей и село включили в его состав. Согласно Списку населённых пунктов Крымской АССР по Всесоюзной переписи 17 декабря 1926 года, в селе Богатырь, центре Богатырского сельсовета Бахчисарайского района, имелось 137 дворов, из них 133 крестьянских, население составляло 598 человек (294 мужчины и 304 женщины). В национальном отношении учтено: 591 татарин, 1 русский и 6 записаны в графе «прочие», действовала татарская школа. В 1935 году был создан новый Фотисальский район, в том же году (по просьбе жителей), переименованный Куйбышевский, которому переподчинили село. Видимо, в те же годы был ликвидирован сельсовет (в списках 1940 года он уже не значится). По данным всесоюзная перепись населения 1939 года в селе проживало 596 человек.
Во время Великой Отечественной войны, в 1944 году, после освобождения Крыма от фашистов, согласно Постановлению ГКО № 5859 от 11 мая 1944 года, 18 мая крымские татары Богатыря выселены в Среднюю Азию. На май того года в селе учтено 630 жителей (145 семей), из них 624 человека крымские татары и 6 русских; было принято на учёт 120 домов спецпереселенцев. 12 августа 1944 года было принято постановление № ГОКО-6372с «О переселении колхозников в районы Крыма», по которому в район из сёл УССР планировалось переселить 9000 колхозников и в сентябре 1944 года в район приехали первые новоселы (2349 семей) из различных областей Украины, а в начале 1950-х годов, также с Украины, последовала вторая волна переселенцев. С 25 июня 1946 года в составе Крымской области РСФСР. С 25 июня 1946 года Богатырь — в составе Крымской области РСФСР, а 26 апреля 1954 года Крымская область была передана из состава РСФСР в состав УССР. Время включения в состав Зелёновского сельсовета пока не установлено: на 15 июня 1960 года село уже числилось в его составе.

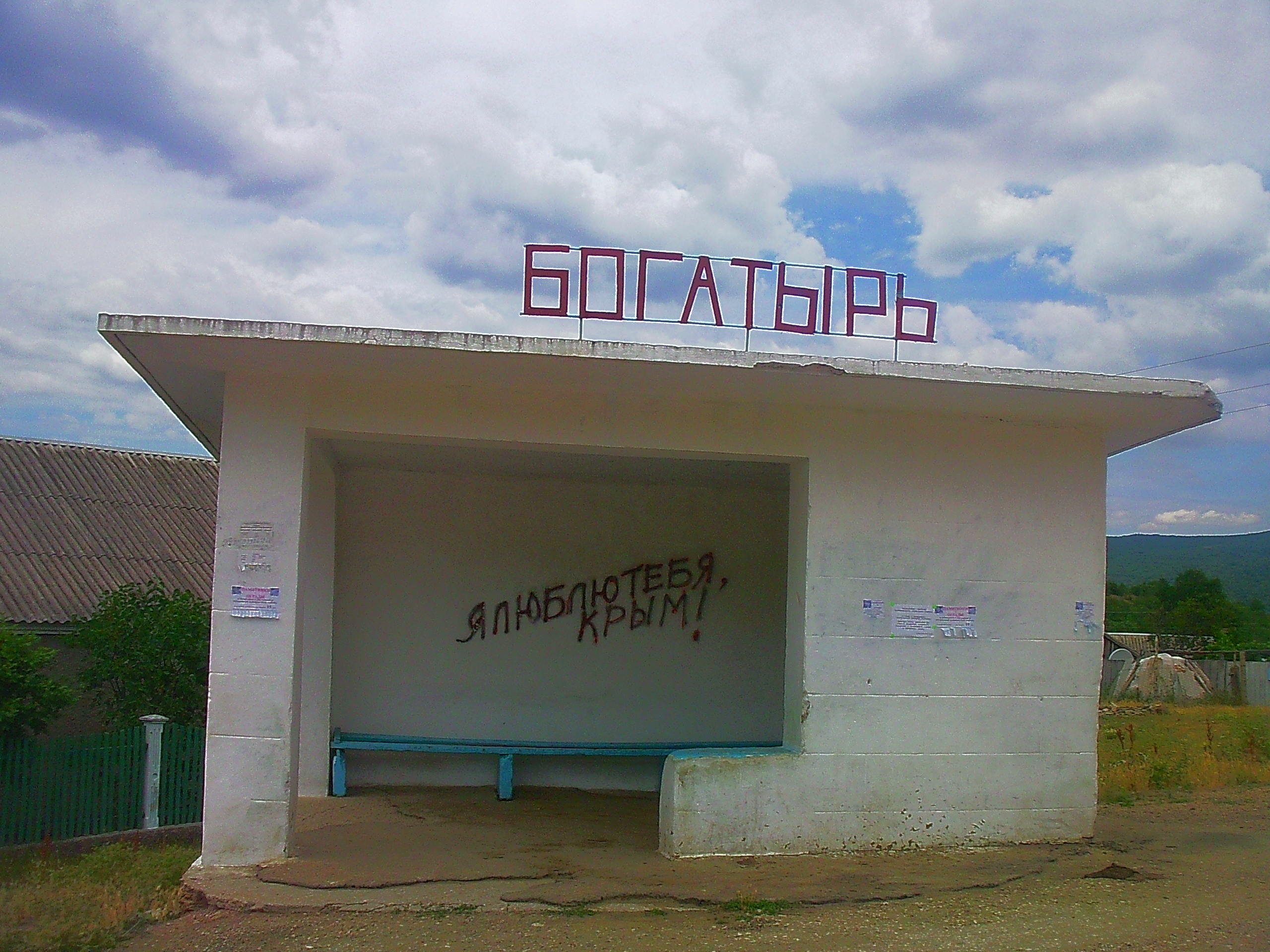
Остановка в селе Богатырь

30 декабря 1962 года, согласно Указу Президиума Верховного Совета УССР «Об укрупнении сельских районов Крымской области», Куйбышевский район, в том числе и Богатырь, присоединили к Бахчисарайскому. По данным переписи 1989 года в селе проживало 177 человек. С 12 февраля 1991 года село в восстановленной Крымской АССР, 26 февраля 1992 года переименованной в Автономную Республику Крым.С 21 марта 2014 года в составе Крыма аннексировано Россией.

## Население
| 1542 | 1805 | 1864 | 1887 | 1897 | 1926 |
| ---- | ---- | ---- | ---- | ---- | ---- |
| 41   | ↗102 | ↗438 | ↗606 | ↗710 | ↘598 |
| 1939 | 1989 | 2001 | 2014 |      |      |
| ↘596 | ↘177 | ↗188 | ↘164 |      |      |

Национальный состав
1805 год — все крымские татары, 1864 год — все крымские татары, 1897 год — все крымские татары, 1926 год — 591 крымский татарин из 598 чел., 1944 год — 630 жителей, 624 человека крымские татары и 6 русских. Всеукраинская перепись 2001 года показала следующее распределение по носителям языка
| Язык             | Процент |
| ---------------- | ------- |
| крымскотатарский | 50,53   |
| русский          | 42,02   |
| украинский       | 6,91    |